# Park Narodowy Cheile Nerei-Beușnița
Park Narodowy Cheile Nerei-Beușnița (rum. Parcul Național Cheile Nerei-Beușnița) – park narodowy w południowo-zachodniej części Rumunii. Jest położony w okręgu Caraș-Severin, w środkowym biegu rzeki Nera. Park został utworzony w roku 2000.

## Opis
Park Narodowy Cheile Nerei-Beușnița o powierzchni 36 758 ha został utworzony na mocy ustawy nr 5 z dnia 6 marca 2000 roku (W sprawie zatwierdzenia krajowego planu zagospodarowania przestrzennego – sekcja III – obszary chronione; opublikowana w Monitorul Oficial nr 152, 12 kwietnia 2000).
Park obejmujący górzysty obszar (górskie szczyty, jaskinie, doliny, i wodospady) chroni dużą różnorodność flory i fauny.
Sieć wodną tworzy rzeka Nera i jej dopływy: Coșava, Bănia, Beu, Ducin, Miniș, Nergana, Nerganița, Prigor, Rudăria, Șopotu.

## Flora
Rośliny drzewiaste: dąb szypułkowy (Quercus robur), grab pospolity (Carpinus betulus), buk zwyczajny (Fagus sylvatica), jesion wyniosły (Fraxinus excelsior), dąb burgundzki (Quercus cerris), dąb bezszypułkowy (Quercus petraea), olsza czarna (Alnus glutinosa), cis pospolity (Taxus baccata), jesion mannowy (Fraxinus ornus), dereń jadalny (Cornus mas) oraz gatunki krzewów: leszczyna turecka (Corylus colurna), perukowiec podolski (Cotynus coggygria), myszopłoch kolczasty (Ruscus aculeatus), lilak pospolity (Syringa vulgaris).
Rośliny zielne: Himantoglossum caprinum, szachownica górska (Fritillaria montana), Linum uninerve, śledzionka skalna (Asplenium ceterach), Cephalaria laevigata, storczyk małpi (Orchis simia), gółka długoostrogowa (Gymnadenia conopsea), kokorycz drobna (Corydalis pumila), szafran żółtokwiatowy (Crocus flavus).

## Fauna
Ssaki: niedźwiedź brunatny (Ursus arctos), jeleń szlachetny (Cervus elaphus), sarna europejska (Capreolus capreolus), wilk szary (Canis lupus), dzik euroazjatycki (Sus scrofa), wydra europejska (Lutra lutra), ryś euroazjatycki (Lynx lynx), żbik europejski (Felis silvestris), kuna leśna (Martes martes), borsuk europejski (Meles meles), ryjówka malutka (Sorex minutus), podkowiec południowy (Rhinolophus blasii), nocek wschodni (Myotis blythii).
Ptaki: orzeł przedni (Aquila chrysaetos), orlik krzykliwy (Aquila pomarina), zimorodek zwyczajny (Alcedo atthis), jarząbek zwyczajny (Bonasa bonasia), błotniak zbożowy (Circus cyaneus), puchacz zwyczajny (Bubo bubo), gadożer zwyczajny (Circaetus gallicus), muchołówka mała (Ficedula parva), trzmielojad zwyczajny (Pernis apivorus), lelek zwyczajny (Caprimulgus europaeus), dzięcioł zielonosiwy (Picus canus), puszczyk uralski (Strix uralensis), derkacz (Crex crex), jarzębatka (Sylvia nisoria), gąsiorek (Lanius collurio), ortolan (Emberiza hortulana), kraska zwyczajna (Coracias garrulus), błotniak łąkowy (Circus pygargus), dzięcioł średni (Dendrocopos medius).
Gady i płazy: żmija zygzakowata (Vipera berus), jaszczurka zielona (Lacerta viridis), gniewosz plamisty (Coronella austriaca), salamandra plamista (Salamandra salamandra), traszka górska (Triturus alpestris), ropucha szara (Bufo bufo), kumak górski (Bombina variegata).
Ryby: kiełb długowąsy (Gobio uranoscopus), brzana południowa (Barbus meridionalis), koza złotawa (Sabanejewia aurata), czop żółty (Zingel streber), koza wielka (Cobitis elongata), kiełb Kesslera (Gobio kessleri), różanka pospolita (Rhodeus sericeus). 